# Eutrichota spinosissima
Eutrichota spinosissima är en tvåvingeart som först beskrevs av Stein 1898.  Eutrichota spinosissima ingår i släktet Eutrichota och familjen blomsterflugor. Inga underarter finns listade i Catalogue of Life.